# Diga di Contra
La diga di Contra, eretta nel Canton Ticino nel territorio dei comuni di Tenero-Contra e Gordola, è una diga di tipo arco.

## Descrizione
È la quarta più alta in Svizzera dopo quelle del Luzzone (TI), di Mauvoisin (VS) e della Grande Dixence (VS). Venne costruita tra il 1960 e il 1965 su progetto degli ingegneri Giovanni Lombardi di Airolo e Giuseppe Gellera con studio all'epoca nella città di Locarno (Studio di ingegneria Lombardi&Gellera, Locarno).
Il lago creato dalla diga sbarra il corso del fiume Verzasca. Confina con i comuni di Verzasca, Mergoscia, Gordola e Tenero-Contra. Lo sfioratore ha una capacità di 1300 metri cubi al secondo. Il lago alimenta la centrale idroelettrica Verzasca.

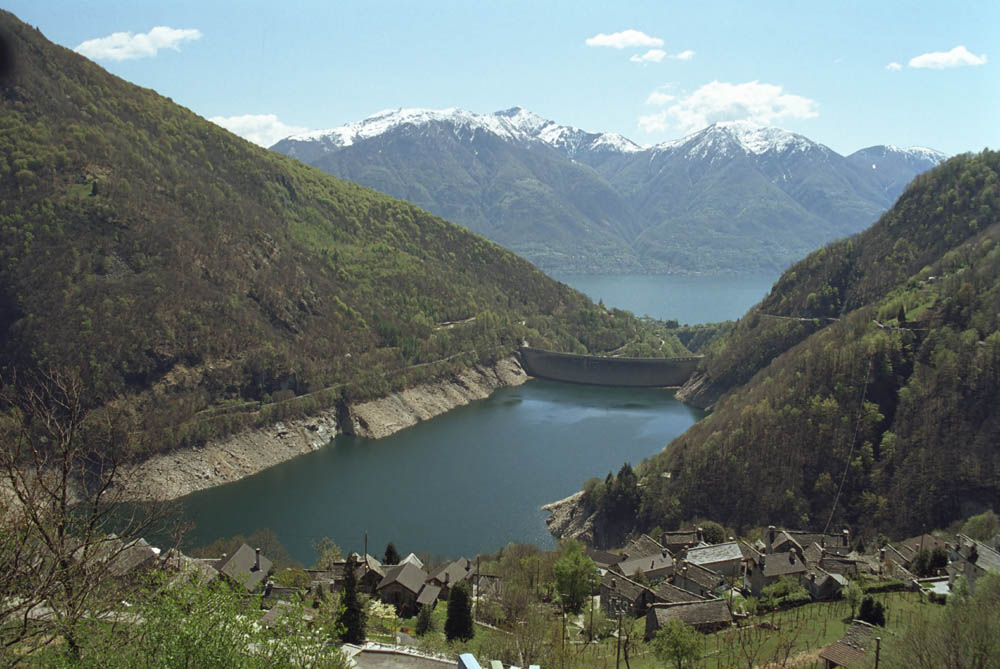
Il lago di Vogorno

## Bungee jumping
Vi si pratica il bungee jumping; è una delle installazioni fisse tra le più alte del mondo e proprio qui è stata girata la scena del lancio all'inizio del film GoldenEye (1995).